# 禰寝氏
禰寝氏（ねじめし）は、大隅国の有力国人、戦国大名、のち薩摩藩士の氏族。
禰寝氏は中世には豪族として角、西本、池端、山本氏など、また近世初期では入鹿山、武などの別の名字を名乗る20家門ほどの庶流を出した。同氏直系は江戸時代中期に系図上先祖に当たるとされた平重盛の号にちなみ「小松氏」と改姓。明治維新期には同家から小松帯刀清廉が出、その勲功により孫の帯刀が華族の伯爵に叙せられている（小松家 (伯爵家)を参照）。
江戸期には、「歴代当主」の項に明らかなように古代・中世から続く連綿とした宗家の血の流れは途絶えたが、宗家を支える御三家、禰寝・松沢（庶流の最も古い一門）、禰寝・西本（時に西元とも）、禰寝・角などは他の庶家とともに一族の歴史的記憶に重要な役割を果たし続け、現在に至っている。

## 出自
大隅国禰寝院を領したことが、名字の由来である。
江戸時代に直系は「平重盛の孫・平高清の末裔（まつえい）」であることを主張したが、鎌倉時代、室町時代の公式文書にはすべて「平姓」（平氏）ではなく「建部姓」（建部氏）で署名していること、平高清の没年と禰寝氏初代・清重の地頭職就任年が同年であることから見て疑わしい。
平氏末裔を主張した背景には島津光久後室・陽和院殿の養家である平松家とのつながりが深くなったことが背景にあるのではという説がある。
建部姓禰寝氏の先祖は遠く大宰府の在庁官人であり、禰寝氏（小松氏）が同じ鹿児島の島津氏よりも出自が古いことは歴然としている。このように史料をもって古代に遡りうる氏族は稀である。

## 歴史

### 奈良・平安時代
古代にあっては建部姓を取り、大宰府在庁官人であった。後に一族は郡司職についている。11世紀半ば過ぎに、禰寝氏初代清重に遡ること4代前の藤原頼光に関わる史料が『禰寝文書』では最初の文書として上げられている。治暦5年（1069年）のことである。京で藤原氏全盛期のころ、建部姓の一族は、奥州にあって清原氏が藤原姓を名乗るように大隅国にあって藤原姓を取っていた。頼光が子女に配分した所領は広大で、荘園としての禰寝院の規模をはるかに超え、絶大な権勢を保持した。

### 鎌倉・南北朝時代
元寇に際して後家人として一族を挙げて禰寝氏は博多に出陣した。同氏の築いた防塁は今日でもみることができる。
南北朝時代は北朝に与し、九州探題今川了俊から厚い信頼を寄せられている。その経緯は禰寝氏研究の第一人者川添昭二『今川了俊』（吉川弘文館）が明らかにしているところである。

### 室町時代
禰寝忠清は島津忠昌に従って軍功著しく、また文亀3年（1503年）には上洛して後柏原天皇の勅に応じて献じた和歌がお褒めにあずかり右兵衛尉に任ぜられた。尊の字を賜り、尊重と称した。薩隅日（薩摩・大隅・日向）を代表する歌人として高い評価を得ている。永正元年（1504年）にも宣旨を受け大和守に任ぜられているが、朝廷と独自のパイプを持っていることが窺い知れ、禰寝領主として守護島津氏によらない権勢を持っていたことがわかる。三条西実隆との交流は有名である。

### 戦国時代から安土桃山時代
この頃までの禰寝氏は、大隅国の国人の中では島津氏寄りの姿勢をとっていたが、その後島津氏は早世する当主が相次ぎ、その権威の低下をついて、隣に領地を構える肝付氏の攻撃が激しくなってくる。禰寝清年が当主であった享禄3年（1530年）、肝付兼興は禰寝領へも侵攻を開始したがこれは撃退することに成功している。天文12年（1543年）には種子島恵時との戦いに勝ち屋久島を領地とするが、これは翌年には奪いかえされることとなり、以後、種子島氏との対立が激化する。種子島氏側（『種子島家譜』）ではこれを「根占（禰寝）戦争」と呼び、重視するが、これに関わった禰寝一族の根占（禰寝）龍善の名は禰寝氏史料からは消されている。
清年の後を嗣いだ禰寝重長は琉球との交易や産業振興で領内の拡充を図る一方、領地の拡大をもめざし、戦国大名として成長していくことになる。この過程で種子島氏は島津氏を後ろ盾としたため、対抗上、禰寝氏は対立していた肝付氏と連合を組むこととし、永禄4年（1561年）の廻城の戦いでは肝付兼続側に付いている。その後、肝付氏、伊地知氏らと連合し、海軍を率いて鹿児島を奇襲するが、これは島津氏側の必死の防戦により失敗した。この頃が禰寝氏の勢力が一番大きかった時代といえよう。
この頃、島津氏の当主は義久に代わっていたが、悲願の薩隅日統一のためには肝付氏への対抗上禰寝氏との連合が不可欠であることを痛感し、重長にたびたび使者を派遣し調略、島津氏の勢いを悟った重長は義久の説得攻勢に屈することとなり、以後島津氏配下の武将となった。重長が島津氏側に寝返ったことを知った肝付兼続は、以後禰寝領に激しく攻撃を仕掛けてきたが、重長はそのたびに島津氏からの援軍を得て撃退に成功している。
重長の跡を嗣いだのは息子の禰寝重張（重虎）で、島津氏配下の武将として活躍していた。しかし、文禄5年（1596年）の文禄検地により、島津氏配下の武将のほとんどが先祖伝来の土地からの領地替えを命じられる。禰寝氏も例外ではなく、鎌倉時代から支配していた南大隅から引き離され、薩摩国吉利郷（現・鹿児島県日置市日吉町吉利）に遷（うつ）される。このことは禰寝氏の運命の転換点となる。庄内の乱後、北郷氏など多くの領主が旧領に戻る中で、禰寝氏は二度と旧領に戻されることはなかった。

### 江戸時代以降
重張の跡を継いだのは息子の重政であったが重張に先立って早世、子供はいなかったために禰寝氏の直系はここで断絶した。この跡を嗣いだのは当時の薩摩藩主である島津家久の子・福寿丸で、事実上禰寝氏は島津家の分家として乗っ取られたことになる。
清雄以降は家老などの重職を任されるようになる。禰寝氏は光久の後室・陽和院の入輿（にゅうよ）に関して功績大であったことなどから公家・平松家との親交が深まり、特に先祖顕彰に熱心であった24代当主の清香は藩内の反対を押し切って小松氏への改名に成功、以後「小松」を名字（平姓）とする。同家からは幕末維新期に小松帯刀清廉が出て活躍し、その功により孫の帯刀が華族の伯爵に列せられている。詳細は「小松家 (伯爵家)」を参照。

## 歴代当主
1. 禰寝清重
2. 禰寝清忠
3. 禰寝清綱（清忠の弟）
4. 禰寝清親
5. 禰寝清治
6. 禰寝清保
7. 禰寝清成
8. 禰寝清有（清成の弟）
9. 禰寝久清
10. 禰寝清平
11. 禰寝元清
12. 禰寝重清（元清の弟）
13. 禰寝尊重（忠清）
14. 禰寝重就
15. 禰寝清年

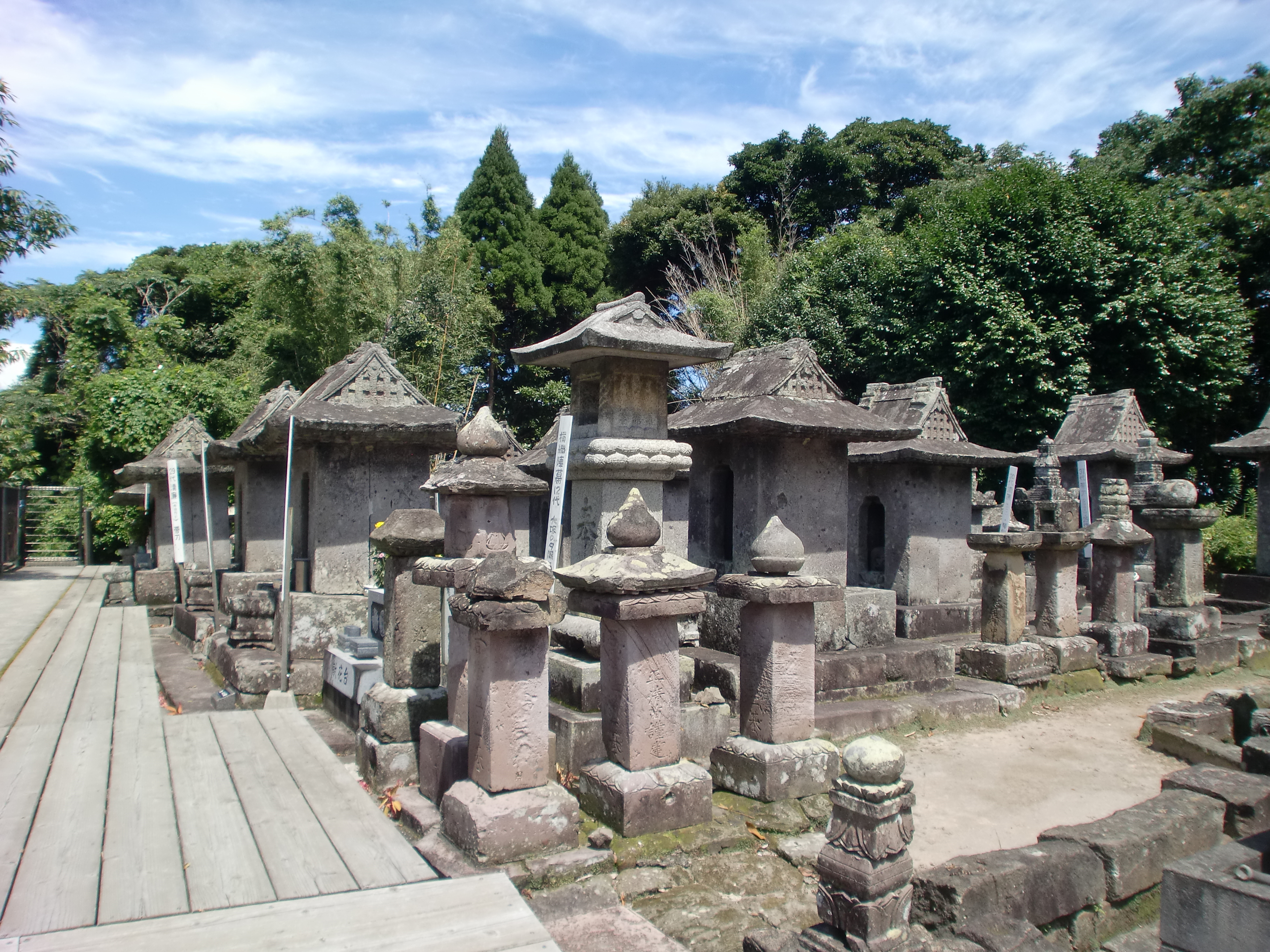
禰寝氏・小松氏歴代墓所（日置市日吉町吉利）

16. 禰寝重長 - （重武。彼の代から「根占（禰占）」表記も一般化し、根占（禰占）重長とも史料に出る）
17. 禰寝重張 - （重虎。史料には「根占七郎」と出ることが多い。転封先となる「日吉町吉利」も参照）
18. 禰寝重政 - （重虎の子で根占氏最後の領主。早逝し重虎が残る。最早血を同じくする一門から後継者を出せず、島津氏から養子を迎える）
19. 禰寝福寿丸 - （初代藩主・島津家久の子、後に永吉島津家に転出）
20. 禰寝重永 - （福寿丸の異母弟）
21. 禰寝清雄
22. 禰寝清純 - （3代藩主・島津綱貴の子）
23. 禰寝清方
24. 小松清香 - （島津久春の子。小松と改名。字「帯刀」）
25. 小松清宗 - （清香の実弟）
26. 小松清穆 - （島津久儔の子）
27. 小松清猷
28. 小松清廉 - （肝付兼善の子。字「帯刀」）
29. 小松清緝 - （町田久長の子[注釈 4]）
30. 小松清直 - （小松清廉の子）
31. 小松帯刀 - （伯爵）
32. 小松重春 - （帯刀の弟）
33. 小松従志 - （西郷従道の子）
34. 小松晃道
35. 小松道夫
36. 小松活也

## 子孫
幕末の小松帯刀（1835年 - 1870年）はその子孫に当たる。帯刀は名門の喜入（きいれ）肝付家から同じく名門吉利（よしとし）小松家に入った養嗣子であった。
この期に、島津氏佐土原藩士禰占（祢占、根占とも一次史料に出る）才之進（1833年 - 1890年）がいる。小松帯刀と同時代人の禰寝一族の一人であり、幕末から明治時代初期にかけて活躍し、のちに小松才蔵（清宣）と改めた。これは本流、直系に倣ってのことであろう。吉利の禰寝一族は別にして、才之進（才蔵）の例に見られるように、江戸時代を通じて島津氏の分家や一門に仕える禰寝氏がいることは注目される。そのなかで特に都城で島津の著名な一族北郷氏（のちに直系は島津の名字に復帰）に仕えた、有力な禰寝氏（江戸前期までは根占氏表記が史料に残る）も存在する。その由緒は文武両道の尊重（忠清）に遡り、西南戦争期に都城隊の兵站監督として重要史料となる記録を残した禰寝重邦はその子孫にあたり、今も続いている。なお禰寝重邦長女ツネは財部実秋に嫁す。財部彪は実秋長男であり、その妻は山本権兵衛長女イネである。
近代では首相を務めた山本権兵衛海軍大将が出自として本姓を禰寝氏に求めた。また、銀幕の二枚目スターだった上原謙（池端清亮）と加山雄三（池端直亮）などを始めとするその子孫、衆議院議員や国土庁長官を務めた池端清一、中央競馬の騎手である武邦彦と武豊・武幸四郎親子などの家系は禰寝氏に遡る。さらに医学の分野では、水俣病の解明に尽力した学者入鹿山且朗、各地の赤十字病院で医療活動に貢献した禰寝重隆（ねしめと読み、「じ」と濁音にならない）がいる。文化人としては現在、詩人としてはH氏賞を、小説家としては直木賞を受賞するという快挙を成し遂げたねじめ正一（本名:禰寝正一）がいる。学者としては現在、ルネサンス思想・文化史の学習院女子大学名誉教授根占献一がいる。